# Chantal Ayissi
Chantal Ayissi est une chanteuse et danseuse camerounaise. Elle est une figure importante du bikutsi moderne.

## Biographie

### Enfance, éducation et débuts
Issue d'une famille célèbre de sportifs et d'artistes, Chantal Ayissi est la fille de Julienne Ayissi, miss Cameroun 1960 et d'un père camerounais, Jean Baptiste Ayissi, ancien champion d'Afrique de boxe anglaise. Elle est la cadette d'un fratrie comprenant Imane Ayissi, mannequin et styliste, Jean-Marie Didère Ayissi, danseur soliste à l'Opéra de Paris, Ayissi le Duc danseur et chorégraphe au Cameroun, et son frère jumeau Josué Ayissi, boxeur décédé. 
Elle abandonne l'école pour la danse alors qu'elle est au collège. Ayissi le Duc est son mentor. Inspirée par Anne-Marie Nzié, elle se met à la chanson. 

### Carrière
Chantal Ayissi sort un deuxième 30 cm intitulé Yit-ma dans le studio Makassi de Sam Fan Thomas. L'album révolutionne le bikutsi et Chantal devient ainsi une artiste importante de la scène musicale camerounaise.
Elle accompagne la délégation des Lions indomptables à la coupe du monde des États-Unis de 1994. Elle a participé a de nombreuses tournées en Afrique et dans le monde.
Elle prend régulièrement position pour le statut des artistes camerounais,,. En janvier 2018, elle demande l'annulation du concours Miss Cameroun 2018, mettant en cause la corruption autour de cet évènement.

### Discographie
- Miroirs[6]
- Passion[7]
- Pretty diva
- Diva

## Vie privée
Chantal Ayissi est mariée et mère de trois enfants. Elle a été mariée avec Romeo Dika, mais leur relation s'est publiquement dégradée par la suite,. En 2016, son père Jean Baptiste Ayissi Ntsama décède, ce qui engage une guerre de succession avec ses frères et sœurs.